# 公民左翼
公民左翼（西班牙語：Izquierda Ciudadana，缩写为IC）是智利的一个已不存在的左翼政党。该党的前身是1971年成立的智利基督教左翼。2012年6月11日，改组为公民左翼。2018年，该党解散。该党的意识形态是民主社会主义、基督教左翼、21世纪社会主义、玻利瓦尔主义。该党的总部位于圣地亚哥。该党曾是新多数派和圣保罗论坛的成员。